# 禅長寺 (いわき市)
禅長寺（ぜんちょうじ）は、福島県いわき市小名浜林城にある臨済宗妙心寺派の寺院。

## 歴史
807年（大同2年）、徳一によって開山された。
文永年間（1264年 - 1275年）、寒巌義尹が中興し、亀山天皇の勅願所となった。1579年（天正7年）に、改めて正親町天皇の勅願所になるとともに勅額が下賜された。
江戸時代、当寺門前に下馬札が立てられ、寺領30石が与えられた。

## 文化財
- 木造扁額（福島県指定重要文化財 昭和28年10月1日指定）[3]
- 木造観音菩薩半跏像（福島県指定重要文化財 昭和38年3月20日指定）[3]
- 禅長寺文書（福島県指定重要文化財 平成4年3月24日指定）[3]
- 正親町天皇宸翰額字（福島県指定重要文化財 平成6年3月31日指定）[3]
- 禅長寺仏殿（いわき市指定文化財 昭和52年11月1日指定）[4]
- 絹本用林顕材建長寺入寺山門疏（いわき市指定文化財 平成2年3月27日指定）[4]

## 交通アクセス
- いわき湯本ICより車15分。